# Ceratosoma trilobatum
Ceratosoma trilobatum (J.E. Gray, 1827) è un mollusco nudibranchio della famiglia Chromodorididae.

## Distribuzione
Questa è una specie diffusa nel Pacifico indo-occidentale. In Australia, è conosciuto approssimativamente da Northwest Cape, Western Australia fino al Queensland.

## Descrizione
È caratterizzato dall'avere un solo grande lobo laterale su ciascun lato del corpo, appena davanti alle branchie. Di solito c'è una cresta che unisce ciascun lobo laterale al lobo anteriore della testa. Il colore di fondo può variare dal verde pallido al rosso-arancio o al marrone, solitamente, ma non sempre, screziato e maculato con colori più chiari. Di solito ci sono piccole macchie gialle o arancioni e il bordo del mantello, e talvolta il piede, è bordato da una linea viola spezzata o continua.